# SV Frauental
Der Sportverein-Frauental a.d.L., kurz SV Frauental, ist ein Fußballverein aus der steirischen Marktgemeinde Frauental an der Laßnitz. Der Verein gehört dem Steirischen Fußballverband (StFV) an und spielt ab der Saison 2024/25 in der Oberliga Mitte/West, der fünfthöchsten Spielklasse.

## Geschichte
Der SV Frauental wurde 1957 gegründet. Der Verein spielte zu Beginn seiner Geschichte zumeist in den untersten beiden Spielklassen des steirischen Amateurfußballs. 1993 gelang Frauental der erstmalige Aufstieg in die sechstklassige Unterliga. In der Unterliga verbrachte der Verein neun Spielzeiten, ehe man 2002 schließlich erstmals in die fünftklassige Oberliga aufstieg. In den ersten Jahren in der Oberliga platzierte sich Frauental zumeist im Mittelfeld oder in der unteren Tabellenhälfte, in der Saison 2009/10 gelang der Mannschaft mit dem dritten Endrang ein erstes Ausrufezeichen. In der Saison 2011/12 konnte man dieses Resultat wiederholen. In den folgenden Jahren platzierte man sich wieder zumeist im (vorderen) Mittelfeld, ehe in der Saison 2016/17 wieder der dritte Endrang für die Frauentaler herausschaute. In der Saison 2017/18 holte der Verein dann unter der Führung von Ex-Nationalspieler Željko Vuković den Meistertitel in der Gruppe Mitte/West und stieg mit 19 Punkten Vorsprung auf Vizemeister FC Gratkorn erstmals in die Landesliga auf.
In die erste Landesligaspielzeit startete Frauental aber durchwachsen und so wurde Erfolgstrainer Vuković nach zehn Partien durch Ewald Klampfer ersetzt, Frauental befand sich zu jenem Zeitpunkt auf dem 14. Rang und damit auf dem Relegationsplatz. Unter Klampfer konnte sich Frauental dann aus dem Abstiegskampf befördern und das Team beendete die Debütsaison als Elfter. In der Saison 2019/20, die nach der Hinrunde COVID-bedingt abgebrochen wurde, belegte der Verein den achten Rang. In der ebenfalls abgebrochenen Spielzeit 2020/21 war Frauental Siebter. Die Saison 2021/22 wurde dann wieder fertiggespielt und Frauental erreichte mit dem sechsten Endrang das beste Endergebnis der Vereinsgeschichte. In der Saison 2021/22 gewann das Team zudem erstmals den Steirer-Cup und qualifizierte sich so auch erstmals für den ÖFB-Cup in der Folgesaison.
Als ersten Cupgegner bekam Frauental den Regionalligisten SV Allerheiligen zugelost. Gegen diesen war Frauental aber mit 0:5 klar unterlegen. In der Liga hielt man in der Saison 2022/23 nur durch den Rückzug des USV Mettersdorf als 13. die Klasse. In der Saison 2023/24 war es dann aber so weit, Frauental stieg als Vorletzter nach sechs Jahren wieder in die Oberliga ab.